# لامردینگن
لامردینگن (به آلمانی: Lamerdingen) یک شهر در آلمان است که در استالگوی واقع شده‌است.